# Bryton James
Bryton McClure (nacido el 17 de agosto de 1986), también acreditado como Bryton James y monónimamente como Bryton, es un actor de teatro musical, cine y televisión estadounidense. Como actor infantil, interpretó a Richie Crawford en la comedia de ABC / CBS Family Matters. Actualmente interpreta a Devon Hamilton en la serial de CBS The Young and the Restless, por la que ganó dos Premios Daytime Emmy.

## Primeros años
James nació en Lakewood, California, hijo de Eric McClure (1961–2016) y Bette McClure, y se crio en Fullerton, California. Bryton estuvo expuesto a la música desde muy temprano a través de su padre, quien era músico, compositor y productor musical.

## Carrera
James comenzó en el mundo del espectáculo cuando tenía dos años. Apareció en comerciales y anuncios de revistas, incluido uno con el cantante Michael Jackson. A la edad de cuatro años, comenzó a interpretar a Richie Crawford en la comedia Family Matters, donde apareció de 1990 a 1997 en más de 200 episodios. Ha interpretado a Devon Hamilton en el serial de CBS The Young and the Restless desde junio de 2004. Ganó el premio Daytime Emmy en 2007 al mejor actor joven en una serie dramática, y obtuvo nominaciones para el mismo premio en 2006 y 2008. Después de ser nominado para el Premio NAACP Image como actor destacado en una serie dramática diurna entre 2005 y 2008, James ganó el premio en 2009.
James fue una estrella invitada en el drama The Vampire Diaries durante su segunda temporada como el brujo Luka Martin. Prestó su voz a Jason James / Z-Strap en la serie animada de Nicktoons Zevo-3 y a Virgil Hawkins / Static en la serie de Cartoon Network Young Justice: Invasion. Prestó su voz a Mark Surge en Hero Factory. Sus créditos también incluyen trabajo de actuación de voz como Freddie en la serie animada The Kids from Room 402, Mowgli en el CD-ROM The Jungle Book, y Zare Leonis en Star Wars Rebels. Además, James fue un artista discográfico y actuó en Disney Channel y otras cadenas estadounidenses e internacionales.
En julio de 2018, se anunció que James se había unido al elenco de la serie animada de Nickelodeon, Glitch Techs. En 2020, ganó el premio Daytime Emmy al Mejor Actor de Reparto en una serie dramática por The Young and the Restless.

## Vida personal
James se casó con Ashley Leisinger el 16 de marzo de 2011. La ceremonia fue oficiada por su coprotagonista de The Young and the Restless, Christian LeBlanc. En junio de 2014, James confirmó que él y Leisinger se habían divorciado, pero que seguían siendo amigos cercanos. Comenzó a salir con su coprotagonista Brytni Sarpy en mayo de 2019.
James es el mejor amigo de su coprotagonista de The Young and the Restless, Christel Khalil, y dice sobre su amistad: "Christel y yo prácticamente hemos crecido juntos y hemos experimentado algunas de las mismas cosas en nuestras vidas adultas. Siempre nos hemos apoyado mutuamente. Soy hijo único y Christel es lo más parecido a un hermano que tengo". James es el padrino del hijo de Khalil, Michael Caden. También es el padrino de su otro coprotagonista de The Young and the Restless, el hijo mayor de Daniel Goddard, Ford.
James es portavoz de muchas organizaciones benéficas y fundó RADDKids (Artistas discográficos, actores y atletas contra la conducción en estado de ebriedad) en 1996.

## Filmografía

### Televisión
| Año           | Título                                 | Papel                             | Notas                                                         |
| ------------- | -------------------------------------- | --------------------------------- | ------------------------------------------------------------- |
| 1990–1997     | Family Matters                         | Richie Crawford                   | Personaje regular, temporadas a, recurrente, temporadas 8 a 9 |
| 1998          | Smart Guy                              | Cory                              | Episodio: "Bad Boy"                                           |
| 1998          | The Puzzle Place                       | Primo Tim                         | Episodio: "You Don't Match"                                   |
| 1999          | The Kids from Room 402                 | Freddie Fay                       | Voz, episodio: "Son of Einstein"                              |
| 2004–presente | The Young and the Restless             | Devon Hamilton                    | Personaje regular                                             |
| 2009          | The Intruders                          | Cory                              | Papel menor                                                   |
| 2010–2011     | Zevo-3                                 | Jason James/Z-Strap               | Voz, protagonista                                             |
| 2010          | LEGO HERO Factory: Rise of the Rookies | Surge                             | Voz, película de televisión                                   |
| 2010–2011     | The Vampire Diaries                    | Luka Martin                       | Recurrente, 7 episodios                                       |
| 2010–2013     | Hero Factory                           | Mark Surge                        | Voz, miniserie                                                |
| 2012–2014     | Winx Club                              | Roy, voces adicionales            | Voz                                                           |
| 2013          | Miles Across the Sea                   | Eli                               | Voz, episodio: "Bed-Headed Fred"                              |
| 2013–2022     | Young Justice                          | Virgil Hawkins / Static, M'Chiste | Voice, recurrente                                             |
| 2014–15       | Star Wars Rebels                       | Zare Leonis                       | Voz, 2 episodios                                              |
| 2015          | DC Super Friends                       | Cyborg                            | Voz, 7 episodios                                              |
| 2021–2022     | Pacific Rim: The Black                 | Corey                             | Voz                                                           |
| 2022          | Tales of the Jedi                      | Village Brother                   | Voz, episodio: "Resolve"                                      |

### Videojuegos
| Año  | Título                       | Papel  | Notas                                                 |
| ---- | ---------------------------- | ------ | ----------------------------------------------------- |
| 2000 | The Jungle Book Groove Party | Mowgli | Tamnien conocido como The Jungle Book Rhythm N'Groove |

### Audiolibros
| Año  | Título             | Papel           |
| ---- | ------------------ | --------------- |
| 2015 | Rain of the Ghosts | Charlie Dauphin |